# Биљана Филиповић
Биљана Филиповић Банделиер (12. јануар 1986, Београд) је рукометна репрезентативка Србије. Игра на позицији левог бека. Тренутно је члан мађарског клуба Фехервара. Са рукометном репрезентацијом Србије освојила је сребрну медаљу на Светском првенству 2013, и четврто место на Европском првенству 2012. Са Наисом је освојила Челенџ куп.